# Leptopyrgota flavipes
Leptopyrgota flavipes är en tvåvingeart som beskrevs av Georges Bernardi 1992. Leptopyrgota flavipes ingår i släktet Leptopyrgota och familjen Pyrgotidae. Inga underarter finns listade i Catalogue of Life.